# Renée de Savoie-Tende
Renée de Savoie-Tende, parfois sous la forme Renée d'Urfé, plus rarement sous la forme Renée de Savoie-Lascaris (†1587), est une dame noble appartenant à la famille des Savoie-Villars ou Savoie-Tende, branche légitimée de la maison de Savoie, comtesse de Tende (1572-1575), dame d'Urfé, par mariage, et première marquise de Bagé (1575 à sa mort).

## Biographie

### Origines
Renée de Savoie est la fille aînée de Marie, fille de Jacques II de Chabannes de La Palice, et de Claude de Savoie, comte de Tende, chevalier de l'Ordre, lieutenant général pour le roi au pays de Provence et amiral des Mers du Levant, lui-même fils de René de Savoie-Tende, dit le « Grand Bâtard de Savoie ».

### Dame d'Urfé
Renée de Savoie épouse, devant la cour et le roi Henri II, le 25 mai 1554, Jacques Ier d'Urfé, fils de Claude d'Urfé, gouverneur des Enfants de France et bailli de Forez. Le mariage semble trouver son origine dans une intervention du connétable Anne de Montmorency, époux de Madeleine de Savoie, tante de Renée de Savoie.
Les différents contrats sont signés le 23 mai, à Compiègne,. Le comte de Tende est représenté par la comtesse Anne Lascaris, sa mère. La dot est de 50 000 livres tournois. Elle reçoit les seigneuries de Villeneuve et de la Garde. La vieille comtesse décède deux mois plus tard.
Sa réputation reste assez négative, l'auteur de Les comtes de Tende de la maison de Savoie, Henri de Panisse-Passis, nous dit « son humeur altière, belliqueuse, fera plus d'une fois songer à sa trisaïeule Marguerite de Caretto (épouse du comte de Tende, Honorat Lascaris), l'intrépide amazone des Alpes maritimes ».
De cette union naîtront douze enfants, six filles et six garçons dont Jacques II Paillard d'Urfé, fils aîné, Honoré d'Urfé (1567-1625), écrivain, le cinquième, et Anne d’Urfé (1555-1621), bailli de Forez de 1574 à 1595 et écrivain.

### Succession du comté de Tende
En 1572, à la mort de son frère, Honoré Ier de Savoie, qui n'a pas fait de testament, Renée d'Urfé réclame en tant qu'héritière, par l'extinction des mâles, la succession du comté de Tende et de terres provençales face à son oncle, le marquis de Villars, Honorat II de Savoie. Des tensions agitent la région et des troupes sont envoyées. La famille d'Urfé s'installe en Provence.
S'opposent alors, dans le bourg de Tende, les partisans des deux familles, d'un côté les Urfalini, soutiens de la dame d'Urfé, et d’autre part les Milliavini, favorables au marquis de Villars,. Les premiers prennent le dessus et la dame d'Urfé bannit les seconds de Tende. Elle semble les avoir poursuivis jusqu'en république de Gênes.
Jacques d'Urfé meurt par un empoisonnement dû aux Milliavini, en octobre 1574.
Il faut attendre le mois de novembre 1575 et l'intervention du duc de Savoie pour trouver un compromis et mettre fin au conflit. Renée d'Urfé accepte de rendre les places de Maro et Prelà, seigneuries enclavées dans la principauté d'Oneille et appartenant au comté de Nice. En échange, le duc Emmanuel-Philibert de Savoie, son cousin, lui donne la terre de Bâgé, qu'il érige en marquisat le 16 novembre 1575. Avec cette terre, sont données d'autres seigneuries, notamment les terres de Rivoles ou encore la seigneurie de La Grande Vigne (ou Bonport), située à Tresserve.
Renée de Savoie meurt en 1587, à Parme.